# ButanVac

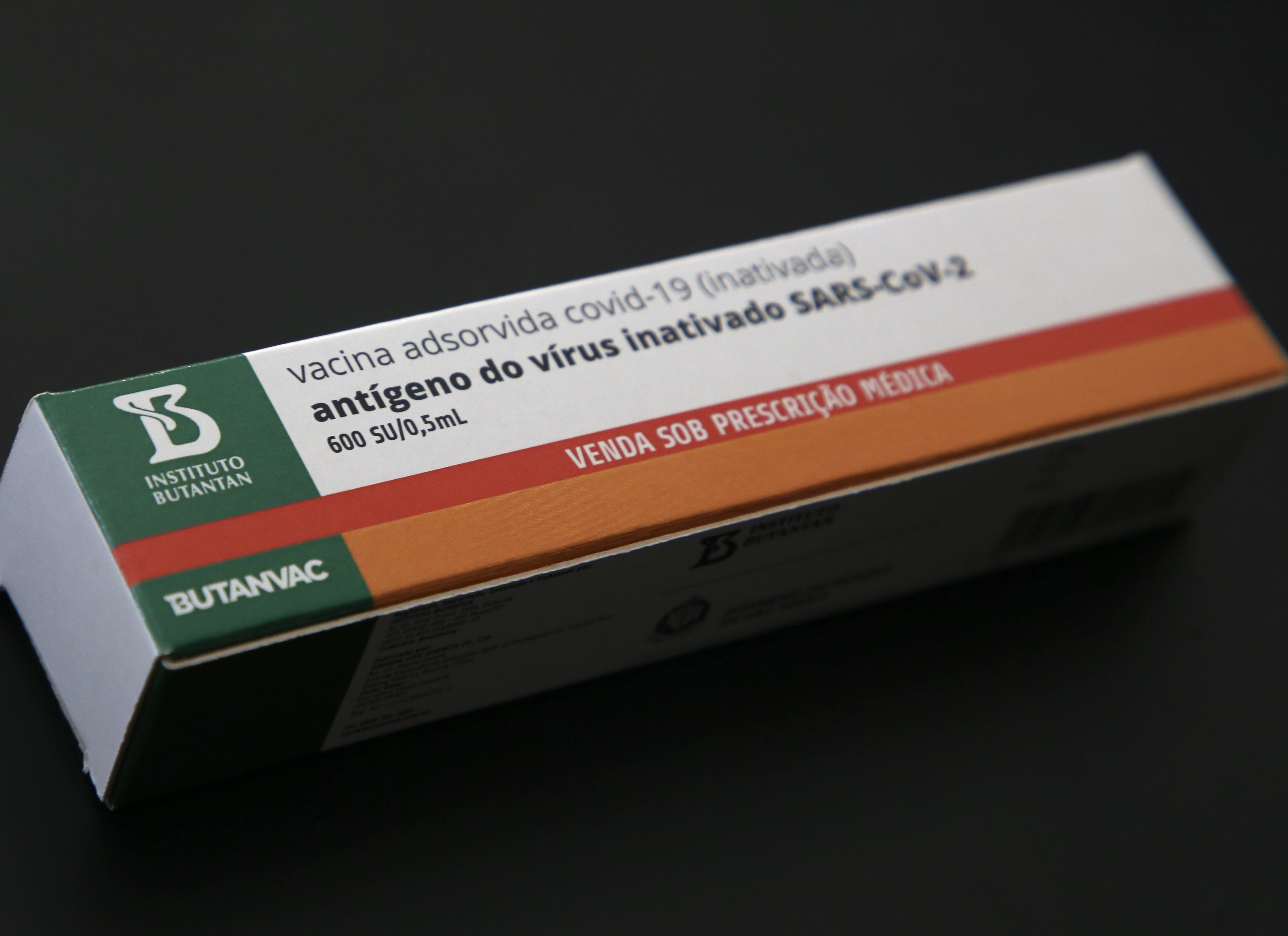
Embalagem da vacina.

A ButanVac, conhecida internacionalmente como NDV-HXP-S, é uma candidata a vacina contra a COVID-19 desenvolvida pela Escola Icahn de Medicina no Mount Sinai, dos Estados Unidos, em parceria com a PATH, uma ONG com foco em saúde, e um consórcio internacional formado por instituições públicas de três países: o Instituto Butantan, que representa o Brasil, a tailandesa Organização Farmacêutica Governamental e o Instituto de Vacinas e Biologia Médica do Vietnã. Essas três instituições realizarão testes para certificar a eficácia do imunizante e, posteriormente, produzirão doses do mesmo para distribuição interna e externa com foco em países subdesenvolvidos.
A vacina já se encontra em teste clínico na Tailândia, no Vietnã e se espera que testes de fase I e II também ocorram no Brasil. O imunizante usa o vírus inativado causador da doença de Newcastle para carregar a proteína S do SARS-CoV-2 encontrada em sua variante brasileira (linhagem P.1).

## Tecnologia
A ButanVac é uma vacina tanto de vírus inativado, técnica usada pela Covaxin, quanto de vetor viral (como a Covishield). O imunizante usará o vírus inativado que é o causador da doença de Newcastle, patologia aviária cujo agente não provoca qualquer sintoma em humanos, como vetor viral (um portador) do código genético para produção da proteína S, chave para a infecção de células humanas, do coronavírus já como se encontra na linhagem P.1 encontrada no Brasil. Como o vírus carregando esse código genético não se multiplica sozinho, é necessário inoculá-lo em ovos embrionados. Quando se chega a uma grande quantidade de vírus, ele é retirado do meio de cultura (ovo), inativado e fragmentado.
Ao contrário do que foi inicialmente propagado pelo Governo de São Paulo e pelo Instituto Butantan, a NDV-HXP-S não é totalmente nacional e foi desenvolvida nos Estados Unidos. No dia seguinte ao anúncio, o instituto paulista divulgou um comunicado oficialmente declarando que a tecnologia do vírus de Newcastle e da proteína S da ButanVac não foram desenvolvidos no Brasil, mas que todos seus "processos produtivos" serão feitos nacionalmente.

## Pesquisa clínica

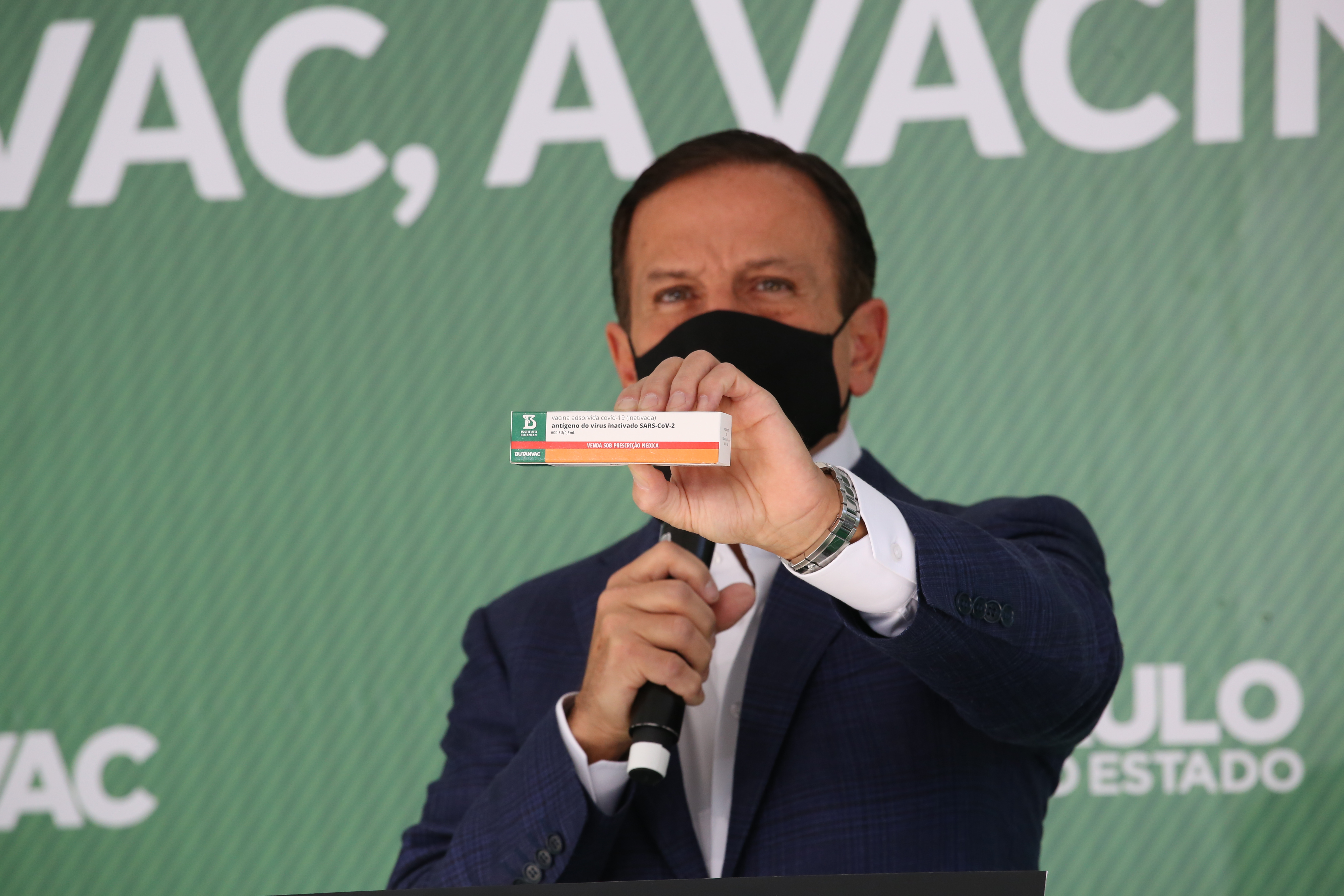
O governador de São Paulo, João Doria, durante o anúncio de testes da ButanVac.

O Butantan começou a pesquisa por uma vacina que use a técnica de inoculação do vírus em um ovo embrionado, método dominado pelo instituto, no final de março de 2020. Em um relatório técnico montado em outubro de 2020 pelo Ministério da Saúde para acompanhar o desenvolvimento de vacinas nacionais, a ButanVac era citada como uma das três candidatas do Butantan em testes pré-clínicos, sendo que a parceria com a Escola Icahn de Medicina no Mount Sinai também era mencionada. Pesquisadores desta instituição americana desenvolveram a tecnologia que usa o vírus da doença de Newscasttle como vetor ainda em 2018. Em julho de 2020, esses profissionais do Mount Sinai publicaram um estudo no BioRxiv no qual falam sobre uma promissora vacina contra COVID-19 usando tal tecnologia e sobre a condução de testes bem sucedidos em ratos de laboratório. O imunizante apresentou resultados finais promissores na fase pré-clínica de estudos, que foi inteiramente realizada nos Estados Unidos.

### Fases I e II
Encontra-se em fase I de testes em humanos na Tailândia, mais especificamente no centro de pesquisa da Faculdade de Medicina Tropical da Universidade Mahidol em Bangkok. Nessa fase, que começou em 22 de março de 2021, 210 participantes adultos com idades inferiores a 60 anos receberão variadas dosagens do imunizante e apresentará um grupo placebo para comparação. Com base nos resultados dessa primeira etapa, a fase II de testes contará com 250 participantes adultos, dos quais aproximadamente um terço terá entre 60 e 75 anos, separados em menos grupos (com as dosagens mais promissoras).
A imprensa do Vietnã noticiou em agosto de 2020 que o país começaria os testes clínicos da NDV-HXP-S entre outubro e dezembro daquele ano. Não obstante, a fase I de testes do imunizante começou no dia 15 de março do ano seguinte e envolve 120 voluntários com idades entre 18 e 59 anos. Nessa fase, os participantes receberão duas doses (de diferentes quantidades) em um intervalo de 28 dias. Após a análise dos resultados, uma dosagem adequada será encontrada e a fase II poderá começar. Ela contará com 300 participantes adultos, sendo que um terço deles será formado por pessoas com idades entre 60 e 75 anos.
No dia 26 de março de 2021, o Butantan solicitou a Anvisa, Agência Nacional de Vigilância Sanitária, autorização para realização de testes de fase I e II envolvendo 1 800 voluntários no Brasil. Esses testes devem começar em abril e, se forem exitosos, a ButanVac seguirá para a fase III e contará com até 9 000 participantes. Poderão participar dos testes aqueles que ainda não foram contemplados pelo Programa Nacional de Imunização
Na fase II foi verificado que a vacina não produziu a quantidade de anticorpos esperada, e por isso seu desenvolvimento foi suspenso.

## Produção
O Brasil, segundo o Butantan, possui 85% da capacidade de produção do imunizante ao se levar em conta os outros dois países que fazem parte do consórcio internacional. Dimas Covas, diretor do Instituto Butantan, diz esperar produzir 40 milhões de doses em 2021 já a partir de maio, mês em que deve terminar a campanha de produção da vacina contra o Influenza, sem qualquer dependência de insumos importados - ou seja: uma "produção 100% nacional".
A Organização Farmacêutica Governamental, da Tailândia, também domina a produção de vacinas contra o Influenza a partir de ovos embrionados e espera produzir nacionalmente de 25 a 30 milhões de doses ao ano em uma fábrica localizada no distrito Kaeng Khoi, Província de Saraburi. O Instituto de Vacinas e Biologia Médica vietnamita espera produzir 30 milhões de doses anuais com sua planta em Nha Trang.

## Comercialização e distribuição
Segundo Dimas Covas, se os testes seguirem como o planejado, a vacina pode começar a ser inoculada na população brasileira a partir de julho de 2021 e, depois, exportada a outras nações. Devido a seu baixo custo unitário, algo entre 2 e 3 dólares, e possível aplicação em dose única, a ButanVac será primariamente ofertada a países mais vulneráveis.
Em agosto de 2024, foi anunciado suspensão do desenvolvimento pois o resultado esperado não foi alcançado.